# Антитеатр
Антитеатр — феномен, возникший в конце первой половины XX века наряду со смежными понятиями, такими как «антиискусство» и «антилитература», отражающий стремление театра отказаться от законов драматургии. Термин был разработан в 1950-х годах и обозначает любую форму драмы, которая не является натуралистической, традиционной. Понятие «антитеатр» широко распространено в искусствознании, театроведении, литературоведении, эстетике и других гуманитарных дисциплинах. В этимологическом отношении приставка «анти» в данном случае указывает не только на отрицание чего бы то ни было, но и на значения, исторически зафиксированные в др.греч. ἀντί – «вместо, подобно как, вроде, взамен». Приставка «анти» возникает в момент социально-политических катаклизмов, в промежутке между Первой и Второй мировыми войнами, отражая поиск нового основания искусства. «Анти»- искусство/театр/литература призваны отразить упрек актуальным формам искусства в невозможности соответствовать времени. 
С течением времени, значение термина изменилось. В наши дни антитеатр артикулируется как междисциплинарный феномен, отражающий движение современного визуального искусства на территорию театра. Антитеатр близок по своей интенции к постдраматическому театру, однако, отражает сближение современного искусства и театра, инициируемое совриском (пострадраматический театр же – идет от театра). Антитеатр принимает различные формы проявления, которые ранее считались радикальными, стремится к размыванию жирных границ и анархии.

## История
Введение и употребление приставки «анти» в отношении феноменов художественной культуры обусловлено, прежде всего, необходимостью маркировать направления, произведения и подходы, альтернативные к официальным, устоявшимся формам культуры. Такая необходимость наиболее открыто и последовательно проявилась в 20 в. в связи с развитием авангардных форм искусства. Так, еще в 1919 г. крупнейший французский поэт Тристан Тцара одобрительно назвал художника Франсиса Пикабиа «анти-художником», в 1929 г. Андре Бретон обсуждал в отношении созданного им сюрреализма термин «анти-искусство», в 1932 г. сюрреализм был назван «анти-литературой», а в 1957 Ж.-П. Сартр употребил понятие «анти-романа». Следует заметить, что понятие «анти-искусство» стало особенно употребительным с 1960-х г. в послевоенном т.н. нео-авангарде («Флюксус», концептуальное искусство, перформанс-арт, и др.), как в текстах самих художников, так и художественных критиков. 
Наряду с понятием «анти-искусство», с 1958 г. широкое распространение получил термин «анти-театр», впервые появившийся в статье Мартина Эсслина «Эжен Ионеско. Театр и Анти-Театр»: свои пьесы знаменитый драматург причислял к антитеатру (понятие «антипьеса» вошло в критический язык в 1953 г. с премьерой «В ожидании Годо» С. Беккета – крупнейшей пьесы в истории драматургии 20 в.) В монографии «Театр абсурда» Мартин Эсслин обращается к театру абсурда как к антитеатру в контексте антиреализма. Таким образом, исторически понятие «антитеатр» оказалось связанным с т.н. «театром абсурда»: 

В рецензии на постановку «Стульев» и «Урока» в Royal Court Theatre Тайнен предупреждал читателей, что в лице Ионеско противники реализма в театре могут заполучить мессию: «Перед нами предстал самозваный адвокат антитеатра: откровенный проповедник антиреализма — писатель, утверждающий, что слова не имеют смысла и всякая связь между людьми невозможна.
— М. Эсслин. «Театр абсурда»
Владимир Бибихин, рассматривая театр Ионеско, определяет антитеатр как «способ восстановления театра»: «Подобно тому как человек лишь возвращается к себе, когда экстатически выходит из частных рамок своего существования, культура и язык не боятся очистительного огня». 
С 1960-х гг. по аналогии с другими явлениями новейшей художественной культуры понятие «антитеатр» стало употребим и в отношении любых иных нетрадиционных в драматургическом отношении экспериментальных сценических форм (напр. «Living Theatre» (с 1946), хэппенинги Э. Кэпроу, Дж. Дайна и др. (с 1958)). 
В настоящее время термин не имеет строгого значения и однозначных контекстов употребления, но благодаря получившей известность работе театроведа Джонаса Бэриша «Антитеатральное предубеждение» (1981) также имеет значение исторической критики театра, как явления искусства.